# Ligurské Alpy

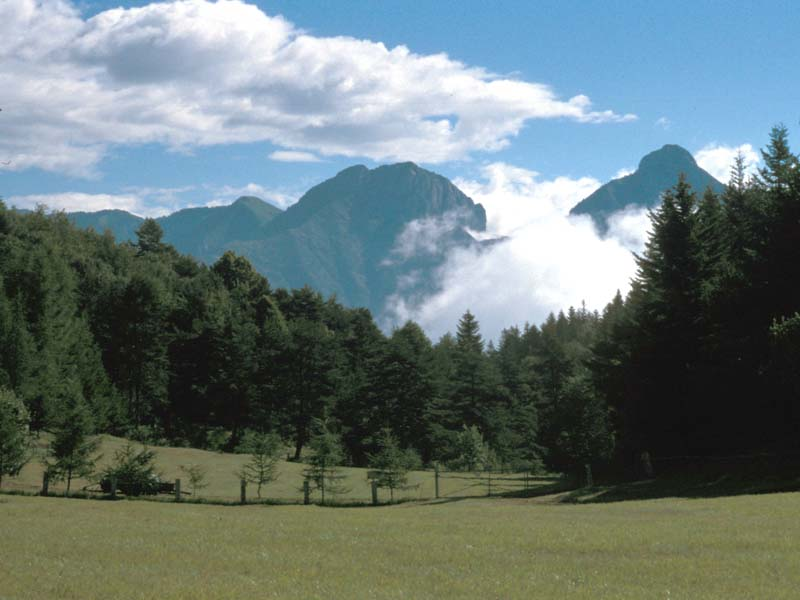
Pohoří z dálkového chodníku Via Alpina

Ligurské Alpy jsou pohoří nacházející se zcela na jihu Alpského oblouku v Itálii (Piemont, Ligurie). Alpy tímto pohořím definitivně přecházejí do dalších velkého celku – Apenin. Pohoří je složeno výhradně z vápence a z jedné své strany je obklopeno Ligurským mořem. Druhá strana se pozvolna ztrácí v Pádské nížině. Pohoří leží svou většinou na italském území, ve Francii se nachází pouze zlomek z celkové rozlohy 4500 km².

## Poloha
Pohoří je na západě odděleno od Přímořských Alp sedlem Colle di Tenda (1870 m). Na jihu tvoří hranici území sedlo Colle Altare (Passo Giove), které jej odděluje od masivu Apenin. Vzhledem k blízkosti moře a vápencovému podloží se Ligurské Alpy považují za ráj botaniky.

## Členění
Ligurské Alpy tvoří složitý labyrint masivů a dolin. Až na střední část hlavního hřebene působí rozložení hor chaoticky a neuspořádaně. Pohoří je rozděleno na několik skupin:
- Carmo
- Saccarello
- Armetta
- Marguareis
- Mongioie

### Vrcholy
Hory mají převážně travnatý charakter, pouze v nejvyšších partiích jsou skalnaté. Nejvyšším vrcholem je vápencová pyramida Punta Marguareis (2650 m), která leží v přírodním parku Alta Valle Pesio. Hora Monte Pietravecchia leží pouze 20 km od moře a jedná se tak v rámci jihu o poslední alpskou dvoutisícovku.
- Punta Marguareis (2650 m)
- Monte Mongioie (2630 m)
- Cima delle Saline (2612 m)
- Cima Pian Ballaur (2604 m)
- Monte Bertrand (2482 m)
- Pizzo d'Ormea (2476 m)
- Cima Missun (2356 m)
- Monte Saccarello (2201 m)
- Monte Fronté (2152 m)
- Cima di Marta (2136 m)
- Monte Pietravecchia (2038 m)
- Monte Graj (2012 m)
- Monte Toraggio (1972 m)
- Bric Mindino (1879 m)

## Turismus
V Ligurských Alpách je vzhledem k jejich nízké popularitě špatná infrastruktura avšak podmínky pro turistiku nejsou špatné.

### Horské chaty
- Rifugio Allavena
- Rifugio Don Barbera
- Rifugio Garelli
- Rifugio Havis de Giorgio
- Rifugio Mongioie
- Rifugio San Remo